# Quinn Simmons
Quinn Simmons   (Durango, 8 de maig de 2001) és un ciclista estatunidenc, campió del món en ruta júnior el 2019, membre de l'equip Trek-Segafredo des del 2020.
De jove va practicar ciclisme de muntanya. Posteriorment, gràcies a l'antic campió del món de BTT Ned Overend, es va unir a l'equip LUX-Stradling-Specialized, on va descobrir el ciclisme de carretera. El febrer de 2018 va guanyar la seva primera cursa, la Valley of the Sun Stage Race júnior. El mes següent, en la seva primera cursa a Europa, fou tercer a la Gant-Wevelgem júnior. Fou setè a París-Roubaix júnior i va guanyar diversos curses, entre les quals destaca el campionat en carretera dels Estats Units júnior. El 2019 fou un dels millors corredors júnior de la temporada. Doble campió júnior dels Estats Units, també va guanyar la Gant-Wevelgem júnior i tres importants curses per etapes: els Tres dies d'Axel, el Gran Premi Rüebliland i la Keizer der Juniores. Presentat com el principal favorit al mundial, no va decebre i es proclamà campió del món júnior en ruta després d'una escapada en solitari de 30 quilòmetres.
El 2020 va fer el salt a professionals, a l'equip Trek-Segafredo de categoria WorldTeam. Fins a quatre altres equips del World Tour el volien contractar. Durant la seva primera temporada estaca la sisena posició a la Bretagne Classic i segon a la Volta a Hongria. A principis d'octubre va ser suspès pel seu equip per uns tuits favorables a Donald Trump considerats racistes. El 2021 va guanyar la seva primera cursa per etapes, el Tour de Valònia, gràcies a la seva victòria en la tercera etapa. També disputà la primera gran volta, la Volta a Espanya.

## Palmarès
- 2018
  -  Campió dels Estats Units en ruta júnior
  - 1r a la Valley of the Sun Stage Race júnior i vencedor de 2 etapes
  - Vencedor d'una etapa a l'Étoile du Sud-Limbourg
  - Vencedor d'una etapa al Saarland Trofeo
- 2019
  -  Campionats del món en ruta júnior
  -  Campió dels Estats Units en contrarellotge júnior
  -  Campionat dels Estats Units de ciclisme en critèrium
  - 1r a la Gant-Wevelgem júnior
  - 1r als Tres dies d'Axel i vencedor de 3 etapes
  - 1r al Gran Premi Rüebliland i vencedor de 2 etapes
  - 1r al Keizer der Juniores i vencedor d'una etapa
  - Vencedor d'una etapa al Tour al País de Vaud
- 2021
  - 1r al Tour de Valònia i vencedor d'una etapa
- 2023
  -  Campió dels Estats Units en ruta
  - Vencedor d'una etapa de la Volta a San Juan
- 2025
  -  Campió dels Estats Units en ruta
  - Vencedor d'una etapa a la Volta a Catalunya
  - Vencedor d'una etapa a la Volta a Suïssa

### Resultats a la Volta a Espanya
- 2021. 124è de la classificació general

### Resultats al Tour de França
- 2022. 67è de la classificació general
- 2023. No surt (9a etapa)
- 2025. 59è de la classificació general